# 아르비다스 유오자이티스

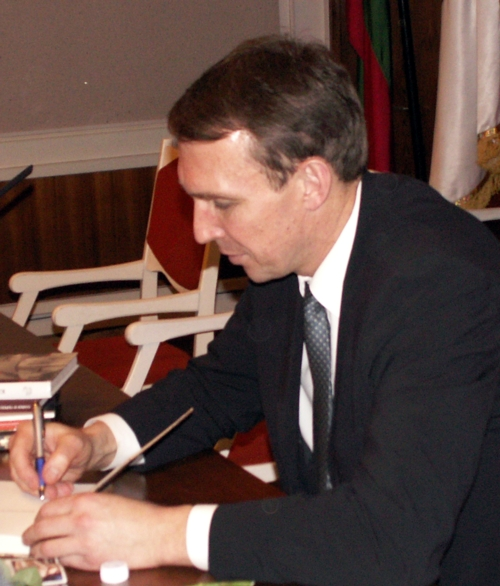
2006년의 유오자이티스

아르비다스 유오자이티스(리투아니아어: Arvydas Juozaitis, 1956년 4월 18일 ~ ) 혹은 아르비다스 이오노비치 유오자이티스(러시아어: Арви́дас Ио́нович Юоза́йтис)는 소련의 수영 선수이자 리투아니아의 정치인으로 1976년 하계 올림픽에서 동메달을 획득했다.

## 생애
아르비다스는 1976년 몬트리올에서 열린 1976년 하계 올림픽 100m 평영에서 동메달을 획득했다. 그는 200m 평영에서 6위를 했고, 400m 혼계영에서 5위를 했다.
1980년에 빌뉴스 대학교를 졸업했다. 그는 1986년에 철학 박사 학위를 받았다. 그는 리투아니아 SSR 과학 아카데미 연구원이었다. 1988년에 사유디스 이니셔티브 그룹에 가입했다.

## 역대 선거 결과
| 선거명      | 직책명              | 대수 | 정당   | 1차 득표율 | 1차 득표수 | 2차 득표율 | 2차 득표수 | 결과 | 당락 |
| ----------- | ------------------- | ---- | ------ | ---------- | ---------- | ---------- | ---------- | ---- | ---- |
| 2019년 선거 | 리투아니아의 대통령 | 10대 | 무소속 | 4.73%      | 66,957표   |            |            | 5위  | 낙선 |